# Таласотерапія

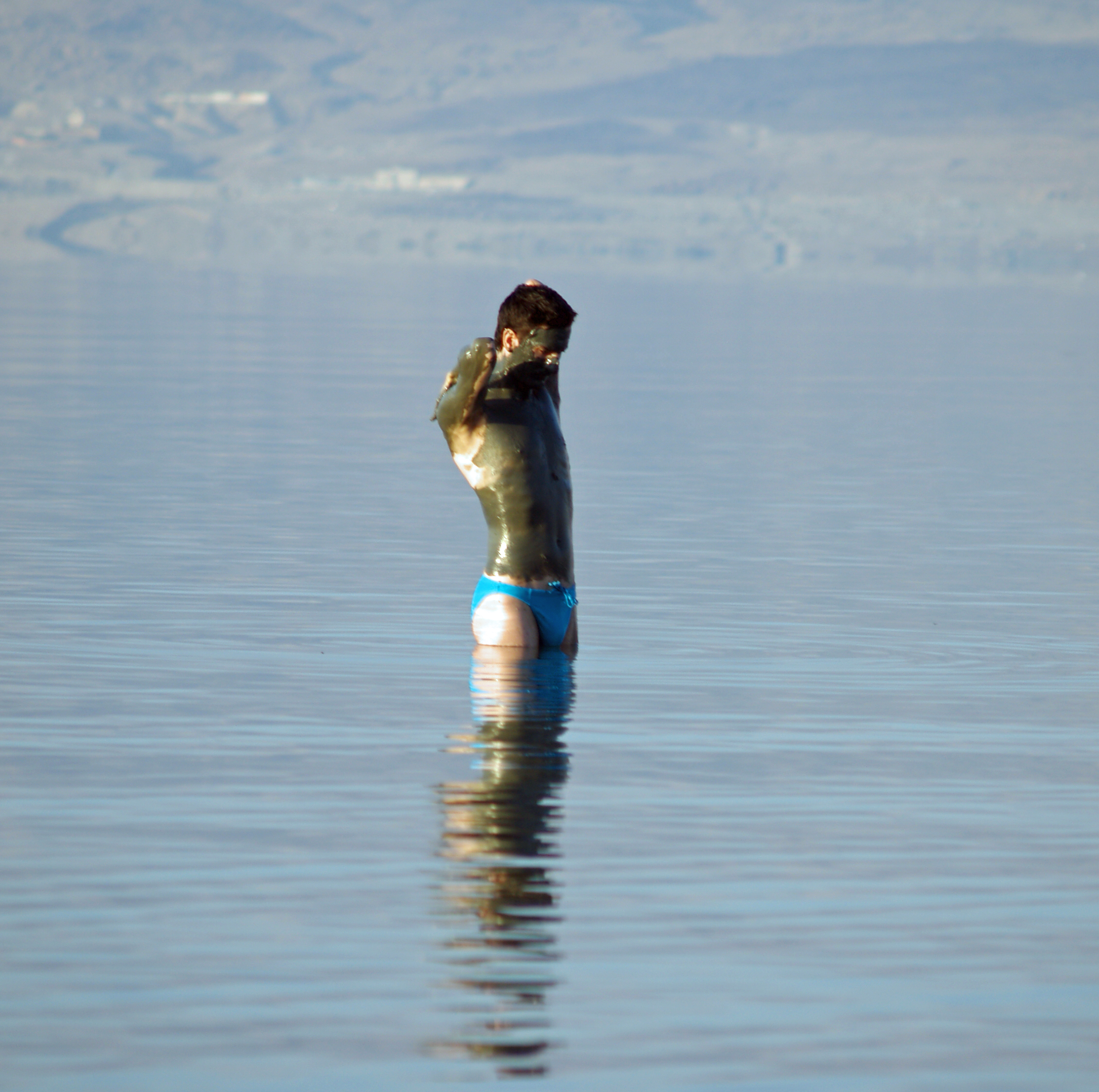
Таласотерапія на узбережжі Мертвого моря

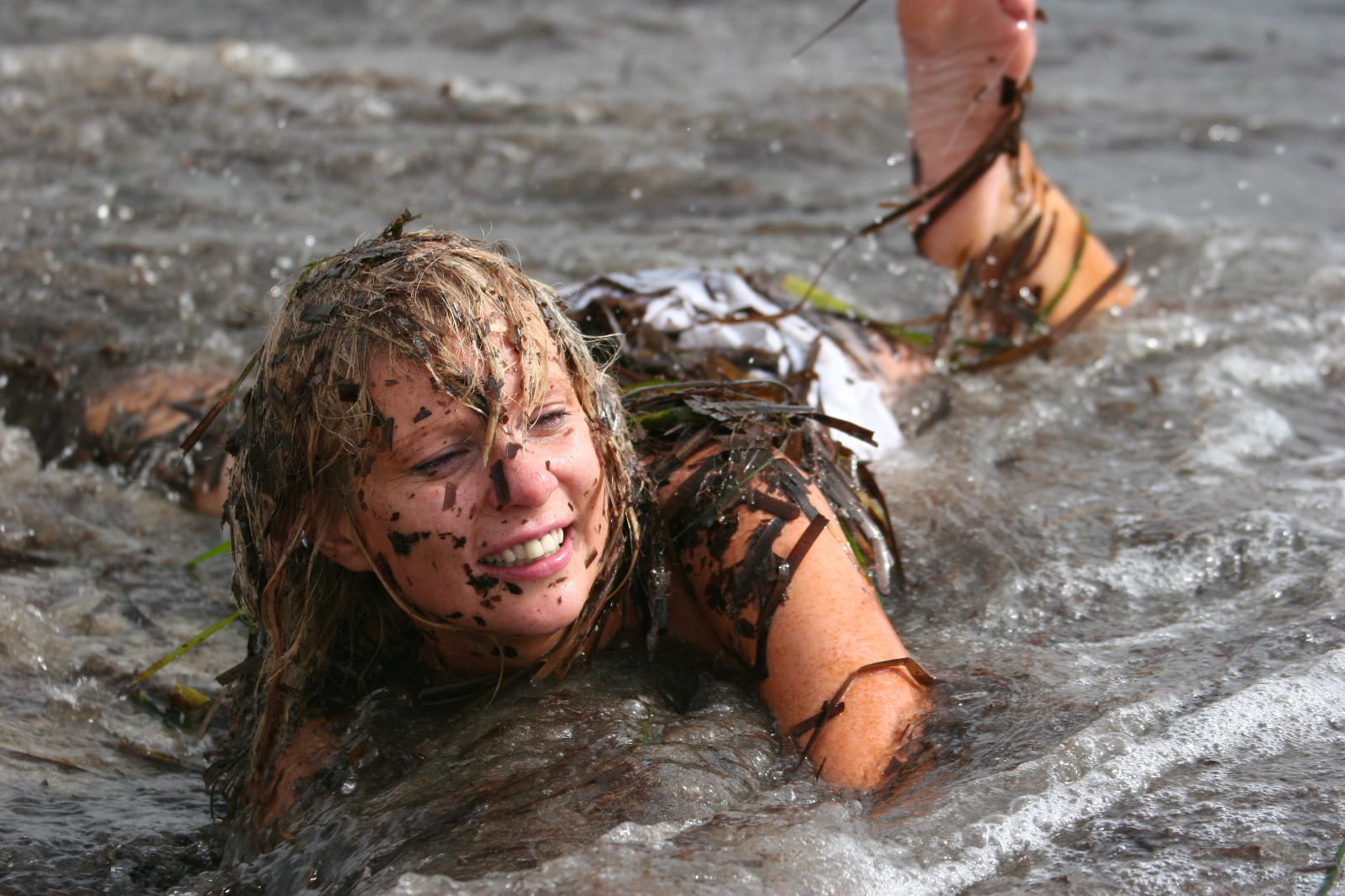
Таласотерапія біля берегів Ібіци, Іспанія

Таласотерапі́я — (в перекладі з давньогрецької «лікування морем»). Відноситься до альтернативної медицини. Наразі немає наукових доказів ефективності.
Таласотерапія — це використання в процедурах по догляду за тілом морської води підігрітої до +33, водоростей і морської грязі в поєднанні з морським кліматом.
Історично термін «таласотерапія» був уведений в обіг французьким лікарем Де ля Бонардьє фр. Joseph La Bonnardière в 1869 році шляхом поєднання двох грецьких коренів: ‘thalassa’ й ‘therapei’ для позначення терапевтичного впливу морського середовища на здоров'я пацієнтів.
Таласотерапія — це використання морської води, морських лікувальних грязей, піску й морського клімату в лікувальних цілях. Морське повітря з негативними іонами стимулює імунітет і дозволяє протистояти інфекціям і стресам, корисно впливає на щитоподібну залозу й бере участь у звільненні організму від жирів.
Курс таласотерапії в поєднанні з обгортаннями водоростями дозволяє позбутися від зайвої рідини, токсинів і жирових відкладень в організмі.
Корисними факторами цієї методики є:
- загальне розслаблення й відновлення життєвих сил;
- зміцнення імунітету;
- догляд за шкірою;
- усунення чи зменшення зайвої ваги, целюліту, обвисання шкіри;
- ремінералізація (насичення мінералами й олігоелементами);
- очищення й детоксикація;

Курс таласотерапії дозволяє поліпшити стан нервової й ендокринної систем, від стану яких залежить як розщеплення, так і нагромадження жирів, позбутися від зайвої рідини й жирових нагромаджень в організмі.
Протипоказами вважаються: гострі інфекційні й гострі запальні захворювання, деякі хвороби шкіри й серцево-судинної системи (інфаркт міокарда, гіпертонічна хвороба II і ІІІ стадій), онкологічні захворювання.